# Synaphaeta guexi
Synaphaeta guexi är en skalbaggsart som först beskrevs av Leconte 1852.  Synaphaeta guexi ingår i släktet Synaphaeta och familjen långhorningar. Inga underarter finns listade i Catalogue of Life.